# Leon Wiegard
Leon Albert Wiegard (ur. 22 maja 1939) – australijski piłkarz wodny, olimpijczyk.
Reprezentował Australię na Letnich Igrzyskach Olimpijskich 1964, które odbyły się w Tokio, zajmując 9. miejsce oraz na Letnich Igrzyskach Olimpijskich 1972 w Monachium, gdzie zajął 12. miejsce.